# 杜伊達峰
03°30′48″N 65°37′34″W / 3.51333°N 65.62611°W

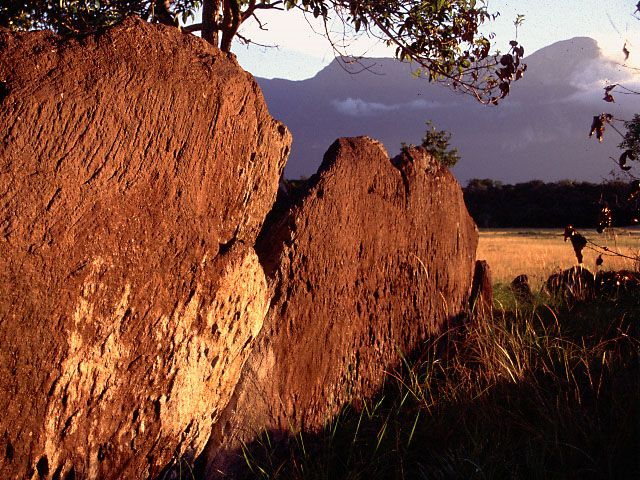

杜伊達峰（西班牙語：Duida），是委內瑞拉的山峰，位於該國南部亞馬遜州，處於杜伊達-馬拉瓦卡國家公園，海拔高度2,358米，山峰面積1,089平方公里。